# Nicolae Bălcescu, Bacău
Nicolae Bălcescu (în trecut, Ferdinand; în maghiară Ferdinándújfalu) este satul de reședință al comunei cu același nume din județul Bacău, Moldova, România.